# خطوط بي إس إيه الجوية الرحلة 182
في 25 سبتمبر عام 1978 أقلعت طائرة بوينغ 727 تابعة لطيران بسفيكس ساوث ويست رحلة رقم 182 من مطار سكرامنتو إلى سان دييغو عبر لوس أنجلوس وعلى متنها 128 راكبا و7 من أفراد الطاقم ولكنها تحطمت في ضواحي سان دييغو، الولايات المتحدة لأنها اصطدمت بطائرة سيسنا 172. قتل 144 شخصا في الاصطدام الجوي (135 على متن طائرة البوينغ واثنان علي متن طائرة السيسنا و7 أشخاص على الأرض). يعد هذا الحادث أسوأ حادث طيران في الولايات المتحدة وسبب الحادث هو خطأ طيار البوينغ وطيار السيسنا.

## رحلةسيسنا 172
كانت قد أقتربت للهبوط في المدرج 9 لمطار الميدان مرتين ومن دون قصد إنحرف طيار التدريب عن مساره وفشل مدربه في ملاحظة الانحراف وكان طيار التدريب يرتدي قلنسوة تدريب سوداء اللون وبعدها وضعت نفسها في مسار طائرة بوينغ 727 التابعة لخطوط جنوبي غرب المحيط الهادئ الجوية

## ساعة الأصطدام وكيفية حصوله ونقطة الارتفاع والضربة بين جسم الطائرتين وزاوية انحراف المسار
عند الساعة 9 والدقيقة الواحدة و47 ثانية أصطدم الجناح الأيمن والعجلات الأيمن الخلفية لطائرة بوينغ 727 بجناحي ومحرك طائرة سيسنا 172 وتسبب أولا بعض أجزاء العجلات الأيمن الخلفية وكامل الجناح الأيمن تدمير الجناح الأيسر ومحرك طائرة سيسنا 172 وبعدها أصطدمت قطعة حادة من الجناح الأيمن لطائرة سيسنا 172 لمنتصف بداية الجناح لطائرة بوينغ 727 مرتين في المرة الأولي تسبب في إشعال وتدمير خزانات وقود الجناح وفي المرة الثانية تسبب في قطع الأنظمة الهيدروليكية مما جعل التحكم أمرا قاتلا ومستحيلا وحينها أصطدموا علي ارتفاع 2,450 قدم وبعد الأصطدام كان زاوية انحراف طائرة بوينغ إلي الأسفل 30 درجة وزاوية انحراف طائرة سيسنا 90 درجة معناه انحراف عمودي.

## تصوير التصادم الجوي
صور مراسل قناة إم بي سي نيوز جون بريتون ورجل الكاميرا ستيفن هاويل مشهد هبوط طائرة سيسنا عموديا بعد الأصطدام وكان المصور المحترف هانس ويندت إلتقط صورتين لهبوط طائرة بوينغ بعد التصادم.

## تقارير شهود العيان وصور الطائرات في جهاز المحيط الجوي لمطار سان دييغو
أبلغ 16 شاهد عيان من بين 220 شاهد عيان عن رؤية طائرة ثالثة مجهولة المصدر في سماء سان دييغو وسبب التقارير تلك صدمة للمحققين وقارنوا بين صور الطائرات قبل وبعد الأصطدام ومسجل أصوات قمرة القيادة وأعطوهم دليلا وكانت تحلق عكس طائرة سيسنا.